# Chorthippus dabanshanensis
Chorthippus dabanshanensis is een rechtvleugelig insect uit de familie veldsprinkhanen (Acrididae). De wetenschappelijke naam van deze soort is voor het eerst geldig gepubliceerd in 2011 door Chen, Zeng & Bao.